# الموسم (فلم هندي)
Mausam (الهندية: मौसम؛ الموسم) هو فيلم رومنسي بوليودي من إخراج وبانكاجي كابور النجوم هم شاهيد كابور، مع سونام كابور في الأدوار الرئيسية.
وكان من المقرر صدور الفيلم في 16 سبتمبر 2011، ولكن نظرا للتأخير في الحصول على شهادة عدم ممانعة من جبهة العمل الإسلامي، وتأخر اسبوعأ. لذلك صدر أخيرا في 23 سبتمبر 2011. الفيلم كان من انجح أفلام العام.

## روابط خارجية
- مقالات تستعمل روابط فنية بلا صلة مع ويكي بيانات